# حامد الكمالي
حامد الكمالي (مواليد 6 نوفمبر 1992) لاعب كرة قدم إماراتي يجيد اللعب في الدفاع .
وهو شقيق اللاعب حمدان الكمالي .

## مسيرة اللاعب
كانت بداياته مع الفئات السنية في نادي الوحدة في عام 2012 و أعير إلى نادي فاليتا المالطي في عام 2014 و شارك في في الدقيقة 86 من مباراة فريقه فاليتا المالطي أمام غاراباغ الأذربيجاني، في الدور التمهيدي الثاني لدوري أبطال أوروبا أول لاعب إماراتي يشارك في دوري أبطال أوروبا  و أعير إلى نادي الشعب في صيف 2015.